# In the Flesh (chanson de Pink Floyd)
Pour les articles homonymes, voir In the Flesh.
Pistes de The Wall
The Show Must Go On Run Like Hell
In the Flesh est une chanson du groupe de rock progressif britannique Pink Floyd. Elle apparaît sur l'album The Wall sorti en 1979.

## Composition
La chanson reprend le thème de In the Flesh? (avec un point d'interrogation) ainsi que toute la musique, ce qui en constitue une sorte de reprise de la chanson homonyme. Elle est en sol majeur (G) et comporte une signature rythmique en 6/8. La musique présente une dynamique sonore plutôt forte. Ensuite, la chanson devient calme, un chœur fredonne la mélodie, puis Roger Waters commence à chanter. La fin de la chanson se termine comme sur la première version, mais tout à la fin, on entend des spectateurs crier « Pink Floyd ! Pink Floyd ! » et « Hammer ! Hammer ! », ce qui se prolonge dans la chanson suivante, Run Like Hell.

## Analyse des paroles
Comme les autres chansons sur The Wall, In the Flesh raconte une partie de l'histoire de Pink, le personnage principal de l'album. La chanson marque le début d'une série de chansons dans lesquelles Pink, drogué par les médicaments que le docteur lui a fait prendre, devient une figure dictatrice, parlant à l'audience qui l'écoute ; cette chanson particulière est son hallucination que ses concerts ressemblent à un rallye politique.
Cette chanson et les deux suivantes — Run Like Hell et Waiting for the Worms — peuvent aussi être comparées aux trois étapes qui ont mené Adolf Hitler au pouvoir, puis à sa descente aux enfers. Run Like Hell est le début de son désir de détruire tous ceux qu'il déteste, et Waiting for the Worms est le point culminant de sa folie. À la fin, il force son peuple à le craindre autant qu'à le suivre.

## Anecdote
Dans le film d'Alan Parker,  Bob Geldof, qui interprète le rôle de Pink, chante lui-même la chanson.

## Personnel
- David Gilmour - guitares, séquenceur
- Nick Mason - batterie
- Roger Waters - chant, guitare basse, synthétiseur
- Bob Ezrin - synthétiseurs
- Freddie Mandell - orgue
- James Guthrie - séquenceur
- Joe Chemay - chœurs
- Stan Farber - chœurs
- Jim Haas - chœurs
- Bruce Johnston - chœurs
- John Joyce - chœurs
- Toni Tennille - chœurs